# 70 Armia (ZSRR)
70 Armia (ros. 70-я армия) – związek operacyjny Armii Czerwonej z okresu II wojny światowej.

## Historia
70 Armia wchodziła w skład 1 Frontu Białoruskiego. Dowodzona przez gen. płk Wasilija Popowa brała udział w operacji Bagration. W czasie wybuchu powstania warszawskiego (1 sierpnia 1944) zdobyła twierdzę Brześć i toczyła walki z resztkami niemieckich wojsk w rejonie Brześcia.
Następnie w składzie wojsk 2 Frontu Białoruskiego uczestniczyła w ofensywie zimowej i operacji berlińskiej. W ramach operacji pomorskiej  brała udział w walkach o Bytów. 
Anieli Wołodinie uczestniczce walk o Bytów, w 25 rocznicę wyzwolenia ziemi bytowskiej, władze miasta nadały godność honorowego obywatela Bytowa.

## Dowódcy
- gen. mjr Gierman Tarasow (23 października 1942 – 2 kwietnia 1943)
- gen. lejtn. Iwan Gałanin (2 kwietnia – 28 września 1943)
- gen. mjr Władimir Szarapow (28 września – 23 października 1943)
- gen. lejtn. Aleksiej Grieczkin (października – listopad 1943)
- gen. lejtn. Iwan Nikołajew (14 stycznia – 27 marca 1944)
- gen. mjr Aleksandr Ryżow (28 marzec – 27 maj 1944)
- gen. płk Wasilij Popow (27 maj 1944 – lipiec 1945)

## Struktura organizacyjna
- 47 Korpus Armijny
- 96 Korpus Armijny
- 114 Korpus Armijny
- 1 Gwardyjski Korpus Pancerny (Michaił Panow[5])
- 3 Samodzielny Gwardyjski Korpus Pancerny;
- 8 Samodzielny Korpus Pancerny;
- 8 Samodzielny Korpus Zmechanizowany[6].